# مقاطعة مارتن (إنديانا)
مقاطعة مارتن (بالإنجليزية: Martin County, Indiana)‏ هي إحدى مقاطعات ولاية إنديانا في الولايات المتحدة. تأسست سنة 1820، بلغ عدد سكانها 10334 نسمة في عام 2010 حسب إحصاء مكتب تعداد الولايات المتحدة وتصل الكثافة السكانية فيها 11.87 نسمة/كم2.

## وصلات خارجية
- United States Counties